# Dilip Sardjoe
Dilip Sardjoe (11 de novembro de 1949 - 15 de janeiro de 2023) foi um empresário e político surinamês. Ele era visto como o empresário mais bem-sucedido, mas também o mais polêmico e rico do Suriname. Ele foi CEO e proprietário da Rudisa Holdingmaatschappij NV

## Biografia
Sardjoe começou sua carreira ainda jovem, logo após terminar o ensino médio. Começou como pequeno comerciante e fundou a Rudisa International em 1975. Como vendedor, agente de seguros e empresário, aos 25 anos teve mais de 17 empresas nacionais e internacionais. Importava mercadorias e era representante de diversas marcas internacionais no Suriname. Sardjoe patrocinou o Verenigde Hervormingspartij (VHP) por anos e foi o tesoureiro. No entanto, ele deixou o partido em 1994. Com vários dissidentes, fundou o Basispartij voor Vernieuwing en Democratie (BVD) e tornou-se presidente do partido. O BVD mantinha uma boa cooperação com o Nationale Democratische Partij (NDP) do ex-ditador Desi Bouterse. Ele ajudou o governo de seu colega de partido Jules Wijdenbosch.
Sardjoe era casado, teve uma filha e um neto. Ele estava doente e mudou-se para a Holanda, para tratamento médico. Ele morreu em 15 de janeiro de 2023, aos 73 anos.